# Im Schatten der Blutrache
Der Dokumentarfilm Im Schatten der Blutrache erzählt die Geschichte einer kurdisch-yezidischen Familie, die in Deutschland in eine Blutrache verstrickt ist. Drei Jahre begleiteten die Regisseure Jana Matthes und Andrea Schramm die Familie in Bielefeld. Der Film lief 2007 auf internationalen Festivals und in der ARD. Er wurde mit dem Deutschen Fernsehpreis ausgezeichnet.

## Handlung
Eine Frau verlässt ihren Ehemann und löst damit eine blutige Rache aus. In Bielefeld wird ein junger Yezide mit 22 Schüssen hingerichtet. Er verblutet auf offener Straße.
Der Dokumentarfilm  erzählt die Geschichte der Familie des Täters und beschreibt vier Menschen, die in den Fall verstrickt sind. Während die einen wie Europäer leben, halten andere an den alten Ritualen fest.

## Produktion
- Buch: Jana Matthes & Andrea Schramm
- Regie: Jana Matthes & Andrea Schramm
- nach einer Idee von: Katrin Rohnstock
- Kamera: Patrick Popow
- Ton: Ferry Siering
- Schnitt: Frank Brummundt
- Dramaturgie: Tamara Tarmpe
- Sounddesign: Ansger Freerich
- Komponist: Boris Bergmann
- Produzent: Stefan Reiss

## Kritiken
Der Spiegel: ... Die bewegende Dokumentation wirkt wie ein trauriger Krimi ohne Auflösung. Noch beeindruckender aber erzählt sie von Menschen, die an der Kluft zwischen europäischer Emanzipation und kurdischer Tradition zerbrechen.   
FAZ: ... Der Film forciert, ja fordert geradezu einen Perspektivenwechsel in der Debatte um Integration und Parallelgesellschaft heraus: Die Vorstellung, dass der Graben immer zwischen Deutschen auf der einen und Migranten auf der anderen Seite verläuft, fällt wie ein Kartenhaus in sich zusammen.  Der fundamentale Riss zwischen kurdischer Tradition und westlichen Wertevorstellungen geht vielmehr durch die Familien selber ...

## Buch zum Film
Katrin Rohnstock hat gemeinsam mit der Hauptdarstellerin Gülnaz das Buch „Ein Leben im Schatten der Blutrache“  geschrieben.    